# Andrzej Radzikowski (inżynier)
Andrzej Radzikowski (ur. 27 kwietnia 1946 w Dąbrowie Górniczej) – polski inżynier i działacz opozycyjny, absolwent Wydziału Elektrycznego Politechniki Warszawskiej (1970) oraz Wydziału Organizacji Przemysłu i Zarządzania Politechniki Gdańskiej (1986). W latach 1974–1991 był inżynierem zmiany w Porcie Północnym Zarządu Portu Gdańsk (Morskim Porcie Handlowym).

## Działalność opozycyjna w PRL
Należał do Polskiej Zjednoczonej Partii Robotniczej. W sierpniu 1980 uczestniczył w strajku w Porcie Północnym. Do Solidarności wstąpił we wrześniu 1980, wszedł w skład Prezydium Komisji Zakładowej. Był współzałożycielem i redaktorem naczelnym pisma zakładowej Solidarności „Portowiec”. W lipcu 1981 jako delegat brał udział w I Walnym Zebraniu Delegatów Regionu Gdańskiego NSZZ „Solidarność”. Po wprowadzeniu w Polsce stanu wojennego uczestniczył od 14 do 19 grudnia 1981 w strajku w Porcie Północnym. W 1991 wszedł w skład Zarządu Naftoportu sp. z.o.o. w Gdańsku.